# Twistzz
Russel David Kevin Van Dulken, známý spíše jako Twistzz (* 14. listopadu 1999) je kanadský profesionální hráč videohry Counter-Strike 2. 

## Život a kariéra
Narodil se v listopadu 1999. Videohry hrál již od dětství, a to často se svým otcem (vůbec první hrou, kterou hrál, byla videohra Quake). Postupně začal hrát také videohru CS:GO, přičemž v říjnu 2015 se stal členem profesionálního esportového týmu Tectonic. Během své kariéry reprezentoval postupně celou řadu různých týmů; v letech 2017 až 2020 byl členem Teamu Liquid, v letech 2021 až 2023 týmu FaZe Clan (se kterým vyhrál turnaj PGL Major Antwerp 2022) a v roce 2023 se opět stal členem Teamu Liquid, v roce 2024 se navíc v tomto týmu stal jeho ingame leaderem (kapitánem).
K roku 2025 byl celkem pětkrát vyhlášen jako jeden z dvaceti nejlepších hráčů roku (v letech 2018 až 2023 každý rok s výjimkou roku 2020).